# Coelom

Durchschnitt eines Wenigborsters: Das Coelom umgibt die zentrale Typhlosolis

Mit Coelom (griech. κοίλωμα koiloma „Vertiefung“, „Hohlraum“ von κοῖλος koilos „hohl“, eingedeutscht auch Zölom) bezeichnet man die sekundäre Leibeshöhle zahlreicher Tiere, etwa der Chordatiere oder der Ringelwürmer. Es handelt sich dabei um einen flüssigkeitsgefüllten Hohlraum, der von einem mesodermalen Epithel umgeben ist und als Flüssigkeitspolster bei vielen Protostomiern die Funktion eines Hydroskelettes übernimmt. Das Coelom wird im Verlauf der Ontogenese durch Abfaltung vom Urdarm (Archenteron) oder aus besonderen, dem Entoderm entstammenden mesodermalen Zellen erst etwas später gebildet und verdrängt die aus der Furchungshöhle entstandene primäre Leibeshöhle (Blastocoel) oft ganz.
Bei etlichen Tiergruppen ist das Coelom reduziert und nur noch unvollständig als Rest erhalten. Bei den Weichtieren existiert es noch in Form des Herzbeutels und der Gonadenhöhle, bei den Gliederfüßern ist es in ein Mixocoel übergegangen, wobei ebenfalls noch deutliche Reste erhalten sind (z. B. als Umhüllung der Metanephridien, das sogenannte Nephrocoel).
Bei Säugetieren entstehen aus dem Coelom die Brusthöhle, die Bauchhöhle und die Herzbeutelhöhle. Das Coelomepithel bildet die Tunica serosa (Pleura, Peritoneum).

## Typen
Man unterscheidet die acoelomate, pseudocoelomate, coelomate und mixocoelomate Organisation.

### Acoelomate Organisation
Es gibt keinen einheitlichen extrazellulären Hohlraum. Zwischen der basalen Matrix der Epidermis und jener des Darmes und der inneren Organe ist der Körper nur mit Bindegewebe (Mesenchym, „Parenchym“) und bindegewebiger Muskulatur ausgefüllt. Mesenchymatisches Gewebe füllt den Raum zwischen den Derivaten von Ekto- und Entoderm völlig aus, allenfalls Interzellularspalten bilden ein Schizozoel. Die primäre Leibeshöhle ist auf die extrazelluläre Matrix zwischen den mesodermalen Zellen beschränkt. Der Verdauungstrakt, der sich ontogenetisch vom Gastralraum ableitet, ist die einzige durchgehende Körperhöhle.

### Pseudocoelomate Organisation
Die mesodermalen Zellverbände nehmen den Raum zwischen ektodermalen und entodermalen Bildungen nicht vollständig ein, die primäre Leibeshöhle bleibt auch adult erhalten und kann sogar zum formbestimmenden Körperhohlraum (Pseudocoel) werden. Die primäre Leibeshöhle ist als flüssigkeitsgefüllter Hohlraum zwischen Körperwand und Darm ausgedehnt. Ein Hohlraum zwischen Epidermis und Darm ist vorhanden, aber nicht von einem eigenen Epithel ausgekleidet.

### Coelomate Organisation
Die primäre Leibeshöhle wird durch die sekundäre Leibeshöhle auf den Raum zwischen den Coelothelien bzw. zwischen Coelothelien und Körper- oder Darmwand eingeengt. Das Coelom ist von einem echten Epithel begrenzt. Es verdrängt mehr oder minder vollständig die primäre Leibeshöhle, deren Rest nur in Blutgefäßen vorhanden sind.

### Mixocoelomate Organisation
Embryonal werden Mesodermalstreifen und Coelomsäckchen noch angelegt, in der Folge werden aber die Coelomwände zur Bildung verschiedener Organsysteme (z. B. Muskulatur) aufgelöst. Dadurch kommt es zur Verschmelzung von primärer und sekundärer Leibeshöhle, der so entstandene Hohlraum wird Mixocoel (Hämocoel) genannt. Ermöglicht wird dies durch die Chitin-Cuticula, die die angenommene Hydroskelettfunktion der Coelomräume überflüssig macht. Als Folge der Mixocoelbildung entsteht ein offenes Blutgefäßsystem mit einer einheitlichen Flüssigkeit, der Hämolymphe.